# Colledimezzo
Colledimezzo község (comune) Olaszország Abruzzo régiójában, Chieti megyében.

## Fekvése
A megye központi részén fekszik. Határai: Atessa, Montazzoli, Monteferrante, Pietraferrazzana és Villa Santa Maria.

## Története
Első írásos említése a 12. századból származik. A következő századokban nemesi birtok volt. Önállóságát a 19. század elején nyerte el, amikor a Nápolyi Királyságban felszámolták a feudalizmust.

## Népessége
A népesség számának alakulása:

## Főbb látnivalói
- Sant’Antonio-templom
- San Rocco-templom
- San Giovanni Apostolo ed Evangelista-templom